# АС Бари
АС Бари (на италиански: Associazione Sportiva Bari) е италиански футболен отбор от град Бари, Апулия.

## История
Клуба е създаден през 1908 година и през своето съществуване прекарва много сезони в лутане между Серия А и Серия Б.
През 1927 година първоначалният футболен клуб, представляващ град Бари, се слива с отбора на „Liberty Bari“, а след една година към сформирането на новия клуб се присъединява „US Ideale“.
Статистически Бари е най-успешният клуб от регион Пулия. Отборът е сред елита в италианския футбол и се нарежда на 17-о място във вечната ранглиста на Серия А за всички времена.
През 1990 година печели Купа Митропа.
Едно от най-добрите постижения в историята на клуба е през сезон 1996, когато техният нападател Игор Проти става голмайстор на Серия А с 25 гола. От клуба към големия футбол започва кариерата си роденият в Бари Антонио Касано.

## Успехи

### Национални успехи
- Шампион на Серия Б (3): – 1935, 1942, 2009

### Международни успехи
- Носител на Купа Митропа (1): – 1990

## Известни бивши футболисти
- Игор Проти
- Никола Вентола
- Джанлука Дзамброта
- Франческо Мансини
- Антонио Касано
- Симоне Перота
- Жоао Пауло
- Звонимир Бобан
- Роберт Ярни
- Дейвид Плат
- Томас Дол
- Флорин Радучою
- Фил Масинга
- Кенет Андершон
- Клас Ингесон

## Бивши треньори
- Енрико Катуци (1979, 1981 – 1983 и 1986 – 1988)
- Збигнев Бониек
- Себастиао Лазарони
- Марко Тардели